# Stef Dijkman
Stephanus Jacobus Maria (Stef) Dijkman (Maartensdijk, 20 september 1935) is een Nederlands voormalig politicus.

## Biografie
Voordat Dijkman Tweede Kamerlid werd was hij werkzaam bij het Nederlands Christelijk Instituut voor de Volkshuisvesting en actief voor de Katholieke Volkspartij (KVP) in Zaandamse gemeenteraad. 
Dijkman trad in juni 1977 toe tot de fractie van het Christen-Democratisch Appèl (CDA) in de Tweede Kamer. Het CDA was een samenwerkingsverband van KVP, ARP en CHU, en later een fusie van de drie partijen. Binnen de CDA-fractie was hij woordvoerder Volkshuisvesting.
Dijkman was de enige rooms-katholiek onder de zeven CDA-loyalisten ten tijde van het eerste kabinet-Van Agt. Meer en meer ontpopte hij zich als een dissident met progressieve standpunten. Dijkman nam met de oppositie en een minderheid uit de CDA-fractie principieel stelling tegen kernwapens en tegen de apartheid in Zuid-Afrika. Hij kwam in 1983 in conflict met de fractieleiding en vormde toen met Jan Nico Scholten enige tijd de Groep Scholten/Dijkman, tot hij in 1985 overstapte naar de fractie van de Politieke Partij Radikalen (PPR). Was in 1986 bij de Tweede Kamerverkiezingen nummer 4 op de PPR-kandidatenlijst.
- Parlement.com: vg09llhzjoz2